# Італійська еротична комедія
Італійська еротична комедія (італ. Commedia sexy all'italiana) — один із жанрів італійського кінематографу, піджанр італійської комедії. Характеризується рясністю жіночої наготи, але водночас відбувається дотримання її у певних рамках задля запобігання соціальної критики. Фільми цього жанру мають щось середнє між сороміцькими комедіями та гумористичними еротичними фільмами з елементами фарсу та певною подібністю сюжетної лінії.

## Історія
Перші еротичні комедії почали з'являтись в Італії ще у кінці 1960-их років, більшого масштабу набули вони у 1970-их роках. Інтерес до знімання фільмів цього жанру знизився на початку 1980-их років. Однак, окремі еротичні комедії можна прослідкувати і до середини 1990-их років. Окрім Італії, такі фільми знімались також і у країнах Південної Америки.
Італійська еротична комедія, як піджанр, мала своє коріння з декількох інших жанрів. Стиль мондо популяризував жіночу наготу, руйнуючи кордони дозволеного в італійському кіно. Водночас низка італійських комедій 1960-их років зосереджувались на лицемірстві та сороміцьких табу. На початку 1970-их років П'єр Паоло Пазоліні зняв «Трилогію життя» на основі творів Боккаччо та Чосера («Декамерон» (1971), «Кентерберійські оповідання» (1972) і «Квітка тисячі й однієї ночі» (1974)), які породили низку неофіційних продовжень та пародій, об'єднаних загальною назвою Декамеротика. Послаблення позицій італійської цензури на початку 1970-их років породило масове виробництво фільмів у стилі італійської еротичної комедії. З середини 1980-их років фільми даного жанру менше з'являлись у прокаті, так як еротика почала поширюватись на телебаченні та у журналах і, крім того, більш доступними стали порнографічні фільми.
Багато актрис стали відомими завдяки італійським еротичним комедіям. Так, Едвіж Фенек, яку вважають зіркою жанру, побудувала свою кар'єру саме на таких фільмах. Окрім неї відомими акторками є Глорія Гвіда (відома за серією Школа), Надя Кассіні (її називають ще спадкоємицею Едвіжи), Анна Марія Ріццолі. Деякі актриси після переходу до італійських еротичних комедій стали більш відомими — Фемі Бенуссі, Барбара Буше та Кармен Руссо. Даний жанр фільмів ототожнювали також і з чоловіками, відомими коміками були Ліно Банфі, Піппо Франко, Альваро Віталі та Ренцо Монтаньяні.

## Галерея

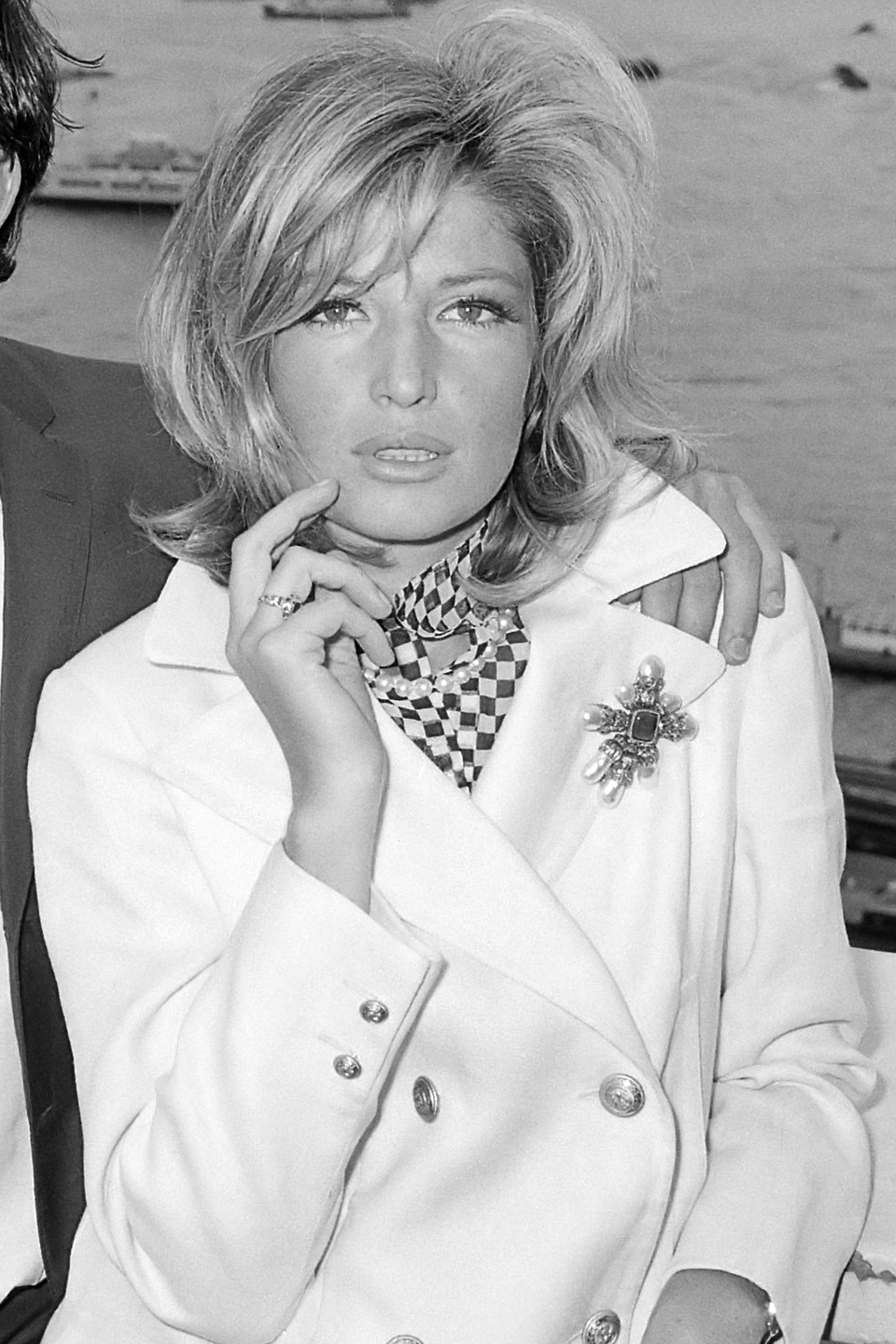
Моніка Вітті
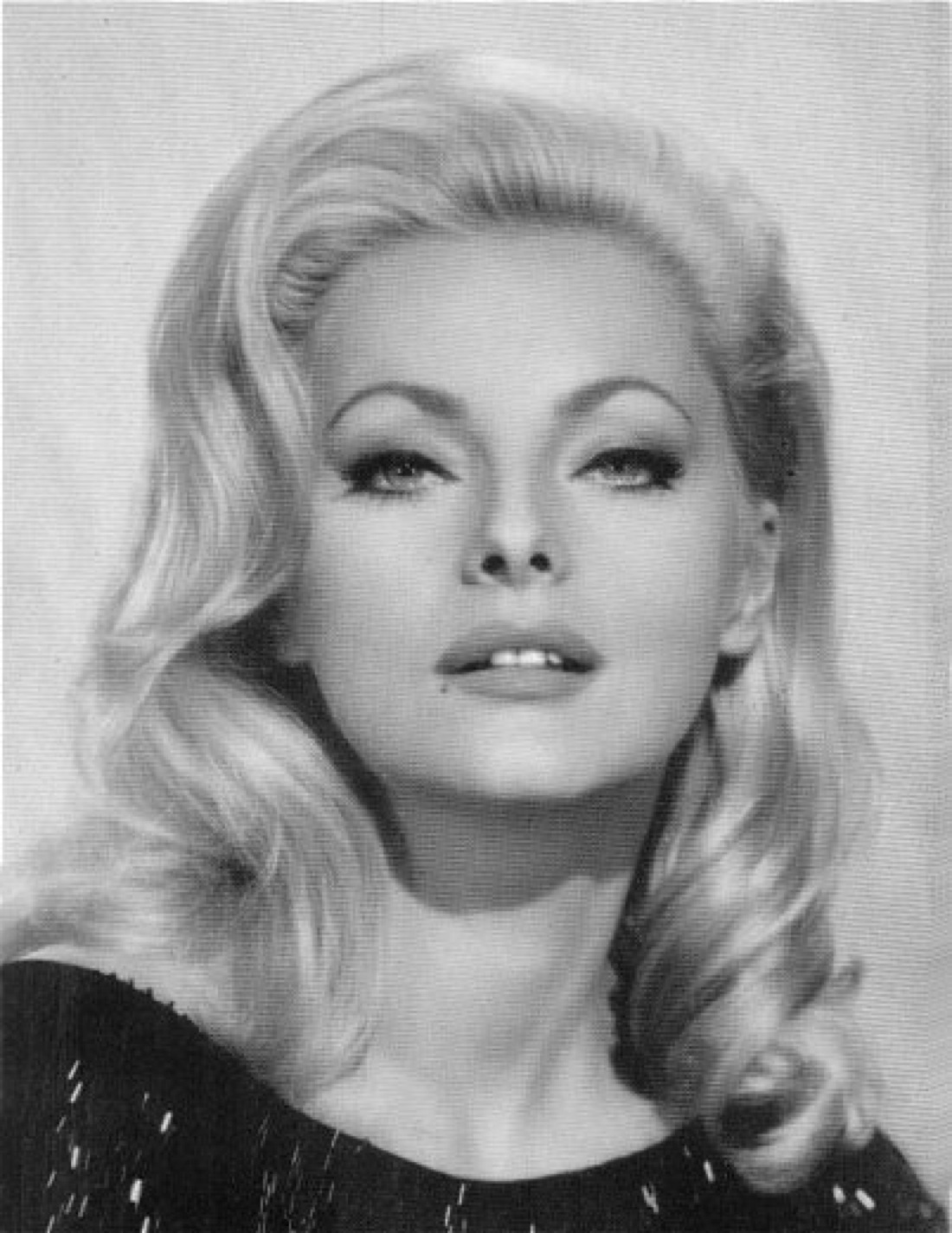
Вірна Лізі
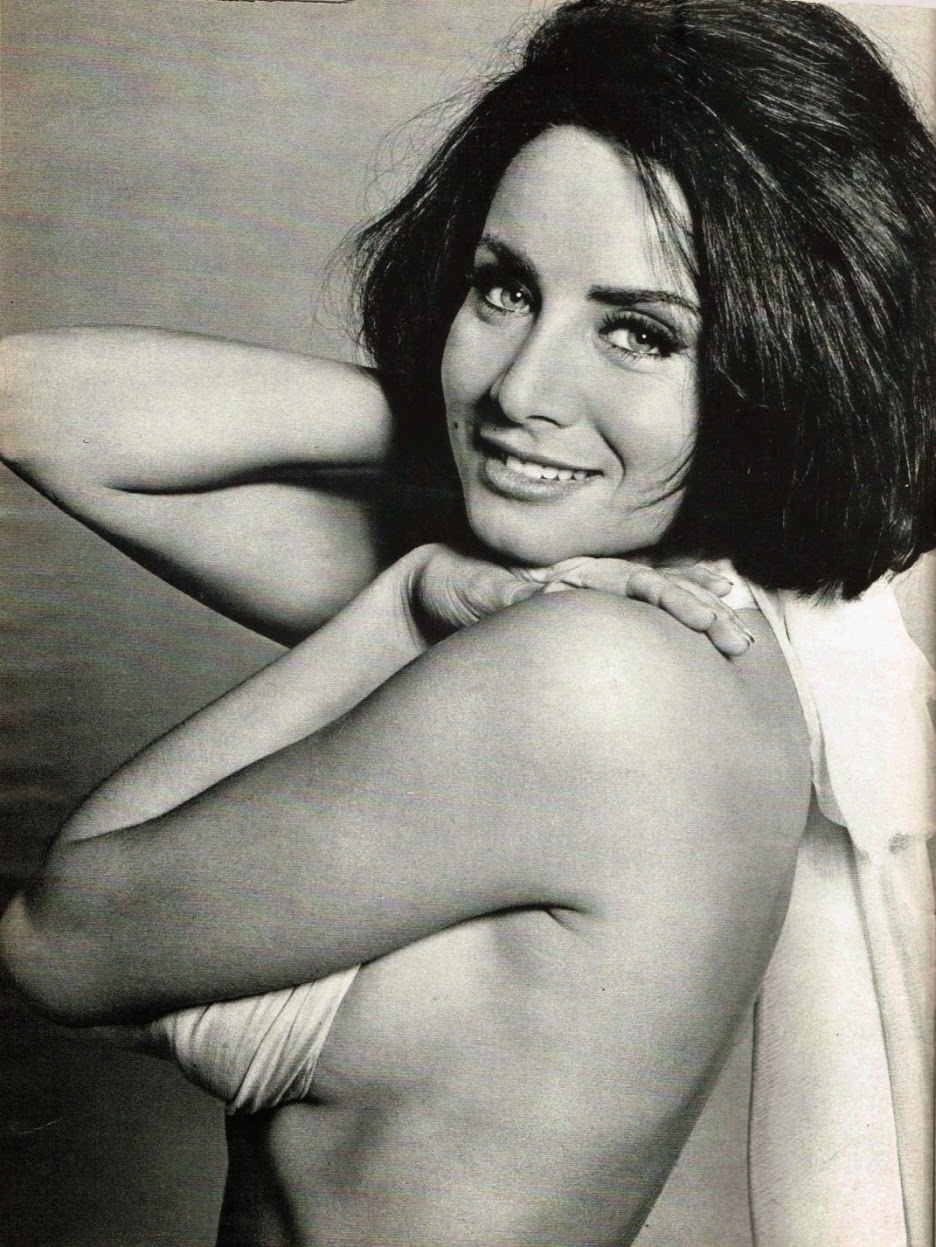
Марія Грація Буччелла
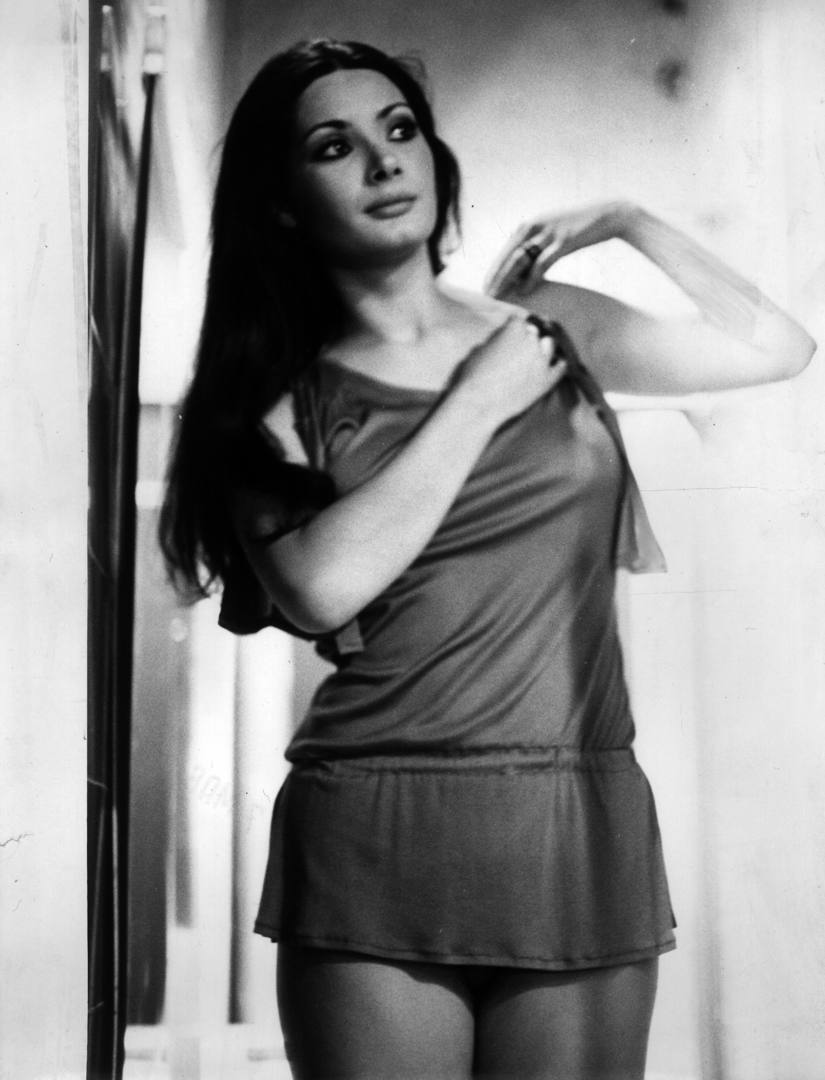
Едвіж Фенек
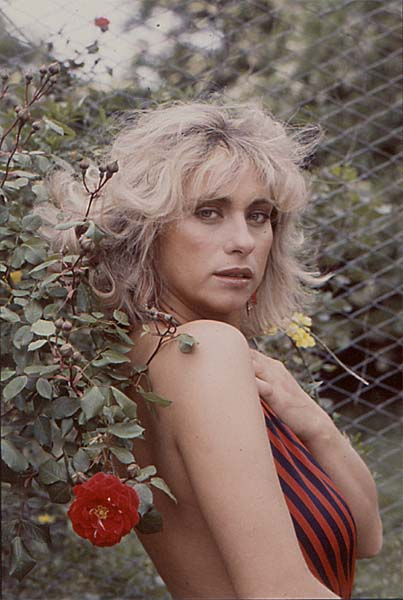
Оркідея Де Сантіс
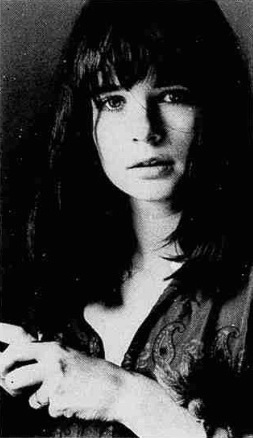
Леонора Фані
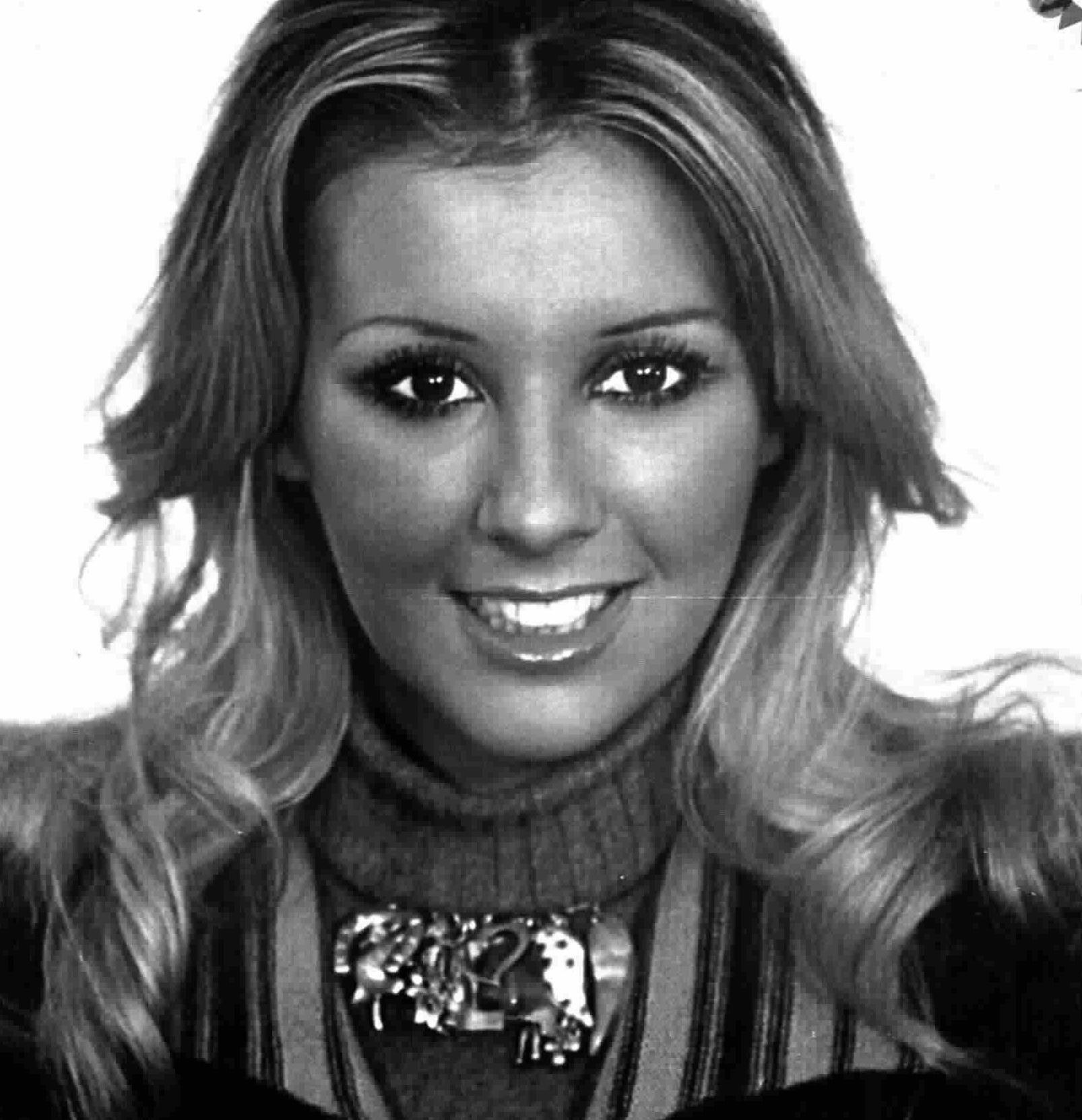
Анна Марія Ріццолі

## Фільмографія

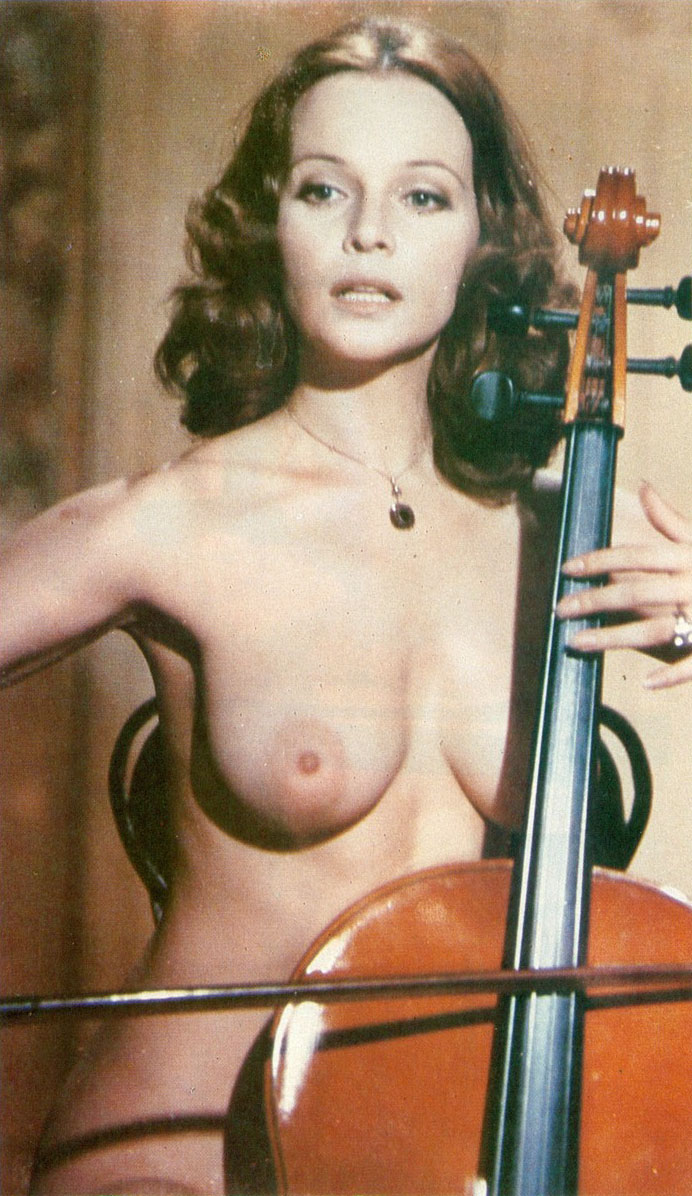
Лаура Антонеллі у фільмі «Дрізд самець»

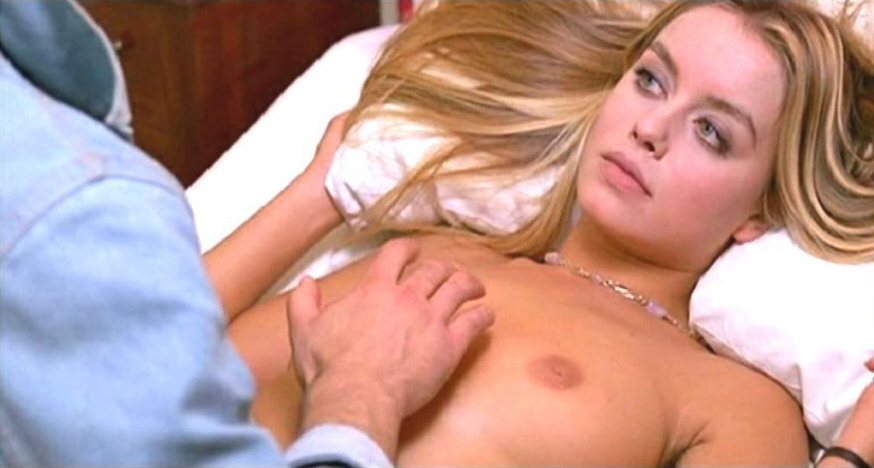
Глорія Гвіда у фільмі «Той пустотливий вік»

### 1960-ті
- 1966: Феї (Le Fate)
- 1968: La matriarca
- 1969: Certo, certissimo, anzi… probabile

### 1970-ті
- 1970 Il trapianto
- 1970 Quando le donne avevano la coda
- 1970 Il prete sposato
- 1970: Ніні Тірабушо: жінка, яка вигадала рух (Ninì Tirabusciò, la donna che inventò la mossa)
- 1971 Il merlo maschio
- 1971 Non commettere atti impuri
- 1971 Homo Eroticus
- 1971 La prima notte del dottor Danieli, industriale, col complesso del… giocattolo
- 1971 Quando le donne persero la coda
- 1972 Mazzabubù… Quante corna stanno quaggiù?
- 1972: Убальда, оголена і гаряча (Quel gran pezzo dell'Ubalda tutta nuda e tutta calda)
- 1972: Чудова Антонія, спочатку черниця, а після фурія (La bella Antonia, prima monica e poi dimonia)
- 1972 Le mille e una notte all'italiana
- 1973 Paolo il caldo
- 1973: Джованнона «Великі Стегна» з честю збезчещена (Giovannona Coscialunga disonorata con onore)
- 1973 Malizia
- 1973 Nonostante le apparenze… e purché la nazione non lo sappia… All'onorevole piacciono le donne
- 1973 Bella, ricca, lieve difetto fisico, cerca anima gemella
- 1973: Коли жінку називали «Мадонною» (Quando le donne si chiamavano madonne)
- 1973 La vedova inconsolabile ringrazia quanti la consolarono
- 1974 La governante
- 1974 La cugina
- 1974 Peccato veniale
- 1974: Заради кохання Офелії (Per amare Ofelia)
- 1974: Синьйора добре грає у Скопу? (La signora gioca bene a scopa?)
- 1974 La sbandata
- 1974 La nipote
- 1974: Невинність і злочин (Innocenza e turbamento)
- 1975: Сімейний порок (Il vizio di famiglia)
- 1975 Conviene far bene l'amore
- 1975 Stangata in famiglia
- 1975 Cassiodoro il più duro del pretorio
- 1975 Il cav. Costante Nicosia demoniaco ovvero: Dracula in Brianza
- 1975: Учителька (L'insegnante)
- 1975: Ліцеїстка (La liceale)
- 1975 Frankenstein all'italiana
- 1975 L'infermiera
- 1975 L'educanda
- 1975: Дякую... бабусю (Grazie… nonna)
- 1975: Незаймана — дружина (La moglie vergine)
- 1975 Amore mio spogliati… che poi ti spiego!
- 1975 Quant'è bella la Bernarda, tutta nera, tutta calda
- 1976 La professoressa di lingue
- 1976 Le seminariste
- 1976 Classe mista
- 1976 Frittata all'italiana
- 1976: О, Серафіна! (О, Серафіна!)
- 1976: Погані думки (Cattivi pensieri)
- 1976: 40 градусів під простирадлом (40 gradi all'ombra del lenzuolo)
- 1976: Un toro da monta
- 1976 La prima notte di nozze
- 1976 Le impiegate stradali — Batton Story
- 1976 La portiera nuda
- 1976 Peccatori di provincia
- 1976: Загальне відчуття сорому (Il comune senso del pudore)
- 1976: Кузина (La pretora)
- 1976: Вчителька природознавства (La professoressa di scienze naturali)
- 1976: Лікарка з військового шпиталю (La dottoressa del distretto militare)
- 1976: Брудні справи по-італійськи (Atti impuri all'italiana)
- 1976: Лікарка під простирадлом (La dottoressa sotto il lenzuolo)
- 1976: Поліцейська робить кар'єру (La poliziotta fa carriera)
- 1976: Обітниця невинності (Voto di castità)
- 1976: Роздягнися без сорому (Spogliamoci così, senza pudor)
- 1977: Діва, тілець та козеріг (La vergine, il toro e il capricorno)
- 1977: Таксистка (Taxi Girl)
- 1977: Мессаліна, Мессаліна! (Messalina, Messalina!)
- 1977: Сусідка по парті (La compagna di banco)
- 1977: Медсестра на військовому обході (La soldatessa alla visita militare)
- 1978: Відмінниця та другорічники (La liceale nella classe dei ripetenti)
- 1978: Туга за жінкою (Voglia di donna)
- 1978: Учителька додому (L'insegnante viene a casa)
- 1978: Учителька в коледжі (L'insegnante va in collegio)
- 1978: Медсестра і великі маневри (La soldatessa alle grandi manovre)
- 1979: Жеже Беллавіта (Gegè Bellavita)
- 1979: Дівоче тіло (Il corpo della ragassa)
- 1979: Гаряча картопля (La patata bollente)
- 1979: Без гріха не виймеш й рибку зі ставка (Dove vai se il vizietto non ce l'hai?)
- 1979: Вибачте, Ви нормальні? (Scusi, lei è normale?)
- 1979: Поліцейська у відділку моралі (La poliziotta della squadra del buon costume)
- 1979: Нічна доглядальниця (L'infermiera di notte)
- 1979: Медсестра у військовій палаті (L'infermiera nella corsia dei militari)
- 1979: Леді Футбол (Lady Football)
- 1979: Субота, неділя та п'ятниця (Sabato, domenica e venerdì)
- 1979: Троє під простирадлом (Tre sotto il lenzuolo)
- 1979: Учителька дурить... усі класи (L'insegnante balla… con tutta la classe)

### 1980-ті
- 1980: Другорічниця заграє з директором (La ripetente fa l'occhietto al preside)
- 1980: Дружина у відпустці... коханка в місті (La moglie in vacanza… l'amante in città)
- 1980: Цукор, мед та перчик (Zucchero, miele e peperoncino)
- 1980: Усім класом на море (L'insegnante al mare con tutta la classe)
- 1980: Лікарка і полковник (La dottoressa ci sta col colonnello)
- 1981: Голодна дружина та гарячий коханець (La moglie in bianco… l'amante al pepe)
- 1981: Привид в моєму ліжку (C'è un fantasma nel mio letto)
- 1981: Чоловік у відпустці (Il marito in vacanza)
- 1981: П'єріно — крутий чувак (Pierino il fichissimo)
- 1981: Круасани з вершками (Cornetti alla crema)
- 1981: Спагетті опівночі (Spaghetti a mezzanotte)
- 1981: Поліцейська у Нью-Йорку (La poliziotta a New York)
- 1981: П'єріно проти всіх (Pierino contro tutti)
- 1981: Моя дружина повертається до школи (Mia moglie torna a scuola)
- 1981: Лікарка надає перевагу морякам (La dottoressa preferisce i marinai)
- 1982 Buona come il pane
- 1982 Pierino colpisce ancora
- 1982 Giovani, belle… probabilmente ricche
- 1982 W la foca!
- 1982 Biancaneve & Co.
- 1982: Розповісти, збудити, розкрутити (Sballato, gasato, completamente fuso)
- 1982: Багаті, дуже багаті ... насправді в одних трусах (Ricchi, ricchissimi, praticamente in mutande)
- 1982 La gorilla
- 1983: Цей і той (Questo e quello)
- 1983 Paulo Roberto Cotechiño centravanti di sfondamento
- 1984 Occhio, malocchio, prezzemolo e finocchio
- 1987 Rimini Rimini
- 1987 Roba da ricchi
- 1988 Rimini Rimini — Un anno dopo

### 1990-ті
- 1990 Pierino torna a scuola
- 1991 Malizia 2mila
- 1996 Chiavi in mano